# 牙山市

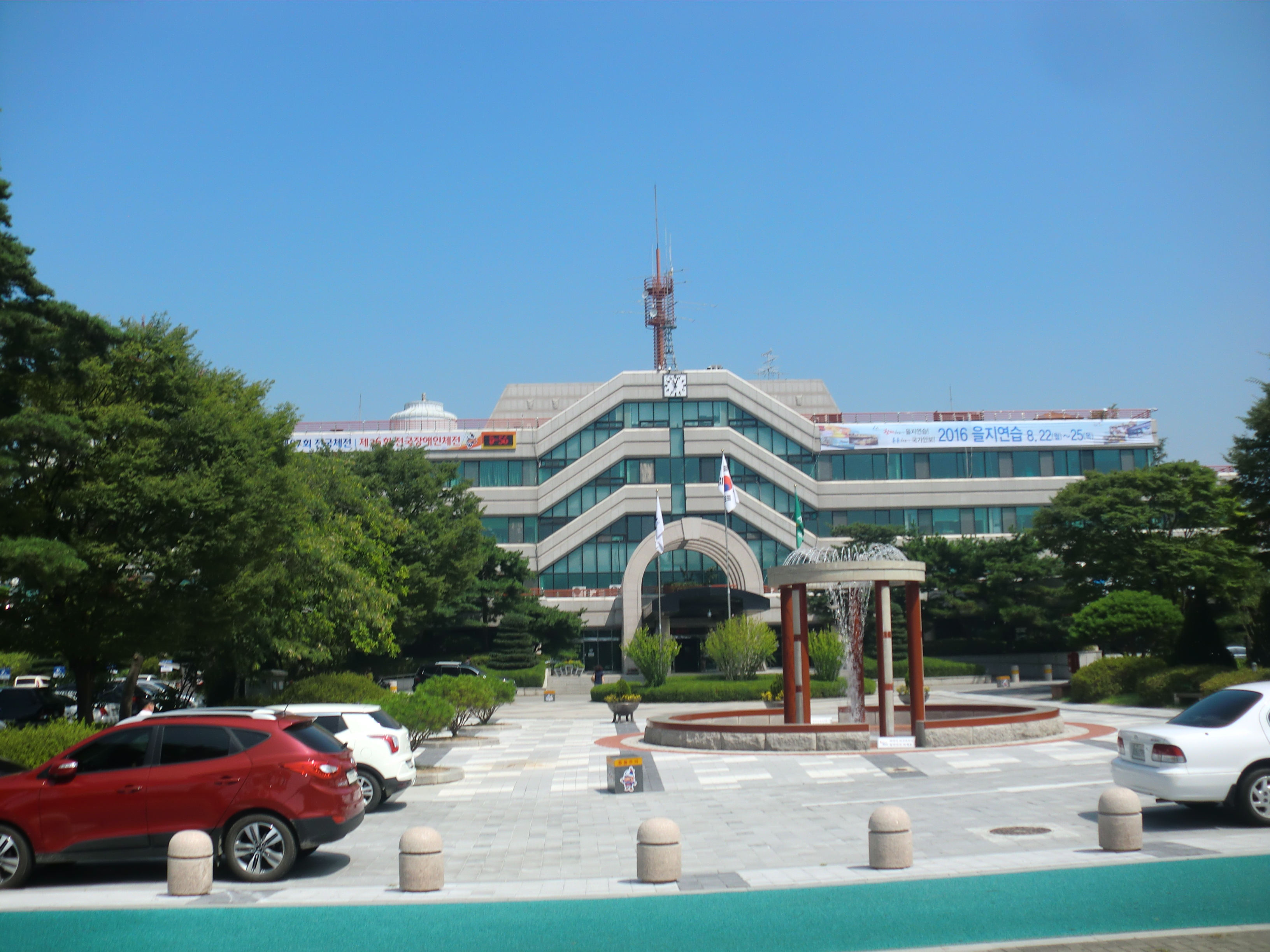
牙山市庁

牙山市（アサンし）は、大韓民国忠清南道の都市。牙山郡と温陽市が合併した都農複合形態市である。市のスローガンは「SMART ASAN」。

## 概要
忠清南道北部、ソウル特別市より南に85km・大田広域市より北北西65kmに位置し、京畿道と接している。1995年までは人口15万人程度で推移していたが、首都圏電鉄1号線が市内に乗り入れるなどソウルとの結びつきも年々強くなり、工業化も進み現在の人口まで増加した。その一方で温陽温泉など、温泉リゾート地ともなっている。
2010年の外国人人口は9360人。中国人が4403人とその半数近くを占め、日本人は306人。

## 地理
- 山：霊仁山、雪華山、広徳山
- 河川：
- 湖沼：牙山湖

### 隣接している自治体
- 天安市、公州市、礼山郡、唐津市
- 京畿道：平沢市

## 歴史

### 牙山市
- 1995年
  - 1月1日 - 温陽市と牙山郡が合併し、牙山市が発足。車周英が合併後の初代市長に。[2]（1邑10面）
  - 6月27日 - 市長選、李吉永が当選。
- 1996年1月1日 - 礼山郡新岩面の一部が仙掌面に編入。（1邑10面）
- 1998年6月4日 - 市長選、李吉永が再選。
- 2002年6月13日 - 市長選、姜熙福が当選。
- 2006年5月31日 - 市長選、姜熙福が再選。
- 2009年5月1日 - 排芳面が排芳邑に昇格。（2邑9面）

### 牙山郡
- もともと牙山は百済の牙述で、景徳王が陰峯（陰岑とも）に改名し、高麗時代は仁州→牙州を経て李氏朝鮮時代に牙山となった。温陽は湯井（景徳王改名はなし）から温水、新昌は屈直を景徳王が祁梁に変えて高麗が新昌とした。李氏朝鮮時代は一時期温水と新昌を合わせて温昌となり、その後温陽・新昌となった。
- 1914年4月1日 - 郡面併合により、牙山郡・温陽郡・新昌郡を牙山郡として編成。牙山郡に以下の面が成立。[3]（12面）
霊仁面・仁州面・陰峰面・塩峙面・屯浦面・排芳面・温陽面・松嶽面・湯井面・鶴城面・椒井面・道高面

| 朝鮮総督府令第111号 | |            |                                                                        |
| 旧行政区域          | 旧行政区域 | 新行政区域 | 新行政区域                                                             |
| 牙山郡              | 一東面덕지리、신대리/동암리/중리、청계동/한숙리/송오리、신촌리/수동、신리/대정리/장곡리、장수리/신성리/용평리/월랑리 | 陰峰面     | 덕지리、동암리、송촌리、신수리、신정리、월랑리                         |
| 牙山郡              | 二東面송암리/발산리/중리/동리、마근리/신휴동/구휴동、상룡리/하룡리 일부、상암리/하암리/하룡리 일부、원남리/신청리/요로리、의식동/두미동 | 陰峰面     | 소동리、신휴리、쌍룡리、쌍암리、원남리、의식리                         |
| 牙山郡              | 一北面후천리/시곡리/점촌리、산소리/사기리/사정리、강정리/삼거리/응암리、금성리/도곡리/내동 | 陰峰面     | 동천리、산정리、삼거리                                                 |
| 牙山郡              | 一北面후천리/시곡리/점촌리、산소리/사기리/사정리、강정리/삼거리/응암리、금성리/도곡리/내동 | 霊仁面     | 성내리                                                                 |
| 牙山郡              | 二北面신성리/신언리/구산리/(신흥면) 신성리、백석포、신동리/철봉리/백치리、여우동/신대리/안화리、역동、와우리、창정리/용동리/용서리 | 霊仁面     | 구성리、백석포리、신봉리、신화리、역동리、와우리、창룡리               |
| 牙山郡              | 県内面궁대리/상불리/성대리/원우리、신중리/운정리/송충리、신천리/차현리、통산리/상리/하리、월견리/선교리、모원리/동강리 일부 | 霊仁面     | 상성리、신운리、신현리、靈山里、월선리                                 |
| 牙山郡              | 県内面궁대리/상불리/성대리/원우리、신중리/운정리/송충리、신천리/차현리、통산리/상리/하리、월견리/선교리、모원리/동강리 일부 | 仁州面     | 모원리                                                                 |
| 牙山郡              | 新興面걸매리、하신원리/서강리 일부/(현내면) 동강리 일부、신밀두리/(일서면) 밀두리、신성리/(일서면) 신성리 | 仁州面     | 걸매리、공세리、밀두리、신성리                                         |
| 牙山郡              | 一西面아현리/관청동/암사동、냉정리/(현내면) 점리 | 仁州面     | 관암리、냉정리                                                         |
| 牙山郡              | 二西面동음리、문지리/방축리/(돈의면) 응현리 | 仁州面     | 대음리、문방리                                                         |
| 牙山郡              | 三西面금곡리/성동、신흥리/도정리、신성리/해암리/(돈의면) 대사동、강청동상리/강청동하리、형제동/생양동/남산리、와천리/(온양군 일북면) 서원동、신포리/중방리 | 仁州面     | 금성리、도흥리、해암리                                                 |
| 牙山郡              | 三西面금곡리/성동、신흥리/도정리、신성리/해암리/(돈의면) 대사동、강청동상리/강청동하리、형제동/생양동/남산리、와천리/(온양군 일북면) 서원동、신포리/중방리 | 塩峙面     | 강청리、산양리、서원리、중방리                                         |
| 牙山郡              | 近南面 | 塩峙面     | 곡교리、동정리、방현리、석두리、석정리、송곡리、쌍죽리、염성리         |
| 牙山郡              | 遠南面 | 塩峙面     | 대동리、백암리                                                         |
| 牙山郡              | 三北面 | 屯浦面     | 염작리、둔포리、석곡리、시포리、신남리、신왕리、신포리、운교리、운용리 |
| 牙山郡              | 毛山面 | 屯浦面     | 관대리、봉재리、산전리、송용리、신양리、신항리                         |
| 牙山郡              | 徳興面 | 椒井面     | 대정리、돈포리、신덕리、장곳리                                         |
| 新晶郡              | 北面 | 椒井面     | 가산리、대흥리、채신언리、홍곳리                                       |
| 新晶郡              | 大西面 | 椒井面     | 군덕리、궁평리、선창리、신동리、신문리、죽산리                         |
| 新晶郡              | 大西面 | 松嶽面     | 신성리、신언리                                                         |
| 新晶郡              | 南上面음산정리/금곡리/갈치리 일부/양산정리 일부、자은리/하좌랑리/(남하면) 열명리/농산리、노산리/점촌/정촌/도촌 일부/판방리 일부、포농리/양산정리 일부/봉암리 일부/(대서면) 신덕리 일부/(예산군 금평면) 장곳리 일부、신리/유동/도촌 일부、시전리/갈치리 일부、화동/당현리/대천리/판방리 일부、효자동/금사리/대초정리 일부 | 松嶽面     | 금산리、농은리、도산리、봉농리、신유리、시전리、화천리、효자리         |
| 新晶郡              | 南下面상기곡리/하기곡리/신촌 일부、내덕암리/외덕암리、석우리/원당리/육동、신상리/통산리、오곡리/구암리/원암리、봉산리/와동 일부/(아산군 신흥면) 밀두리、가향리/흑암리/용산리/와동 일부 | 松嶽面     | 기곡리、덕암리、석당리、신통리、오암리、와산리、향산리                 |
| 新晶郡              | 郡内面남산리/북동리/홍문리/금반형리/교촌/유기촌/신대리/(대동면) 넙동 일부 | 鶴城面     | 읍내리                                                                 |
| 新晶郡              | 大東面마산리/웅산리/넙동/득박리 일부、장구포리/수여리 일부/수남리 일부/구평리 일부、득박리 일부/보옥동/(소동면) 수여리 일부/(온양군 서면) 보옥동 일부、상점양리/중점양리/하점양리/(온양군 대동면) 방축리 일부、부거산리/창덕리/명암리/오산리 일부、칠목리/행촌/넙동 일부、내황동/외황동/오산리 일부 | 鶴城面     | 득산리、수장리、실옥리、점양리、창암리、행목리、황산리                 |
| 新晶郡              | 小東面가리/원내리/조원리/신기리 일부/용곡리 일부、덕동/가야리/거산리/화산리 일부/궁동 일부/(소서면) 화달리 일부/(아산군 삼서면) 형제동 일부、조화동/신당리/화산리 일부/궁동 일부、남방리/방축리/신성리/(대동면) 수여리 일부/수남리 일부/구평리 일부、북면신리/기곡리 일부/(대서면) 원내리 일부/(아산군 삼서면) 신리 일부、신촌리/화달리 일부/(대동면) 구평리 일부/(아산군 삼서면) 화달리 일부、시목동/오삼리/신교리/정안리/화산리 일부 | 鶴城面     | 가내리、가덕리、궁화리、남성리、신곡리、신달리、오목리                 |
| 温陽郡              | 邑内面동변리/성내리/경전리/송정리/상리/중리/하리/유기촌、법곡리/가무리 일부、장존리/가무리 일부、신리/좌부리/대교리/괴화리 | 温陽面     | 읍내리、법곡리、장존리、좌부리                                         |
| 温陽郡              | 西面기산리/성산리/지라리/신평리、문산리/신인리/입암리、시안리/장재리/(신창군 대동면) 방축리 일부、신기리/보옥동/(신창군 대동면) 득박리、온천리/하화리 일부、용정리/판교리/상화리/하화리 일부、초사리/흥기리/개흥리、청당리/풍기리/(군내면) 청당리/(이북면) 선문리 | 温陽面     | 기산리、신인리、방축리、宝玉里、온천리、용화리、초사리、풍기리         |
| 温陽郡              | 郡内面남리/(이북면) 판교리、신대리/매곡리/일헌리/상촌리/곡촌리/동평리/명막리/수철리、감탁리/신흥리/은곡리/송현리、중리/하리/서원리/흑암리 | 排芳面     | 남리、수철리、신흥리、중리                                             |
| 温陽郡              | 東上面갈매리/자우리、갈동/공수리/오산리/(이북면) 모산리/오류동 일부、창대리/월천리/이천리/서수리/북수리、초산리/의식리/세출리 일부/무학리 일부、탑동/오리/회룡리/세출리 일부/무학리 일부 | 排芳面     | 갈매리、공수리、북수리、세출리、회룡리                                 |
| 温陽郡              | 東下面상리/세교리/운성리/송성리/사오개리、장재리/송곡리/연동/소연동/(천안군 군서면) 송곡리 일부、정산리/휴대리 | 排芳面     | 세교리、장재리、휴대리                                                 |
| 温陽郡              | 一北面갈산리/내금리/여우리、입석리/동산리/덕지리、신풍리/하소리/매곡리/산직리/가곡리、행승리/외금리/명암리/(아산군 원남면) 정좌/창복리、내호리/외호리/성북리/신대리 | 湯井面     | 갈산리、동산리、매곡리、명암리、호산리                                 |
| 温陽郡              | 二北面구령리/수청리/오류동 일부、권곡리 일부/모종리 일부、신흥리/모종리 일부/권곡리 일부、소신리/신리/(일북면) 구미동 일부、산현리/용두리/(아산군 원남면) 산곡리/대중리 일부 | 湯井面     | 구령리、권곡리、모종리、신리、용두리                                   |
| 温陽郡              | 南上面강장리/지라리/인아리、구만리/거산리/성동、약봉리/장재리/백학리/동화리/상서리/중서리、송학리/갈곤리、금계리/명곡리/수곡리/(신창군 남하면) 비지/외덕암리、사기리/신성리/침곡리/유곡리、종곡리/이목동 | 道高面     | 강장리、거산리、동화리、송학리、수곡리、유곡리、종곡리                 |
| 温陽郡              | 南下面학동/신평리/강당리/석우리/곽곡리/사곡리、궁평리/방산리、침곡리/마곡리、역촌리/오미리、외암리/구산리、복구리/평촌리/회화리/월굴리/월라리 | 道高面     | 강당리、궁평리、마곡리、역촌리、외암리、평촌리                         |
- 1917年10月1日（12面）
  - 鶴城面が新昌面に改称。[4]
  - 椒井面が仙掌面に改称。
- 1941年10月1日 - 温陽面が温陽邑に昇格。[5]（1邑11面）
- 1973年7月1日 - 湯井面の一部（権谷里・毛宗里）が温陽邑に編入。（1邑11面）
- 1983年2月15日 - 新昌面の占梁里・得山里・実玉里、排芳面の南里、湯井面の新里が温陽邑に編入。[6]（1邑11面）
- 1986年1月1日 - 温陽邑が温陽市に昇格し、牙山郡から分離。[7]（11面）
- 1987年1月1日（11面）
  - 排芳面南里が温陽市に編入。
  - 湯井面九霊里が排芳面に編入。
- 1990年4月1日 - 塩峙面が塩峙邑に昇格。（1邑10面）
- 1995年1月1日 - 牙山郡が温陽市と合併し、牙山市が発足。牙山郡消滅。

## 行政

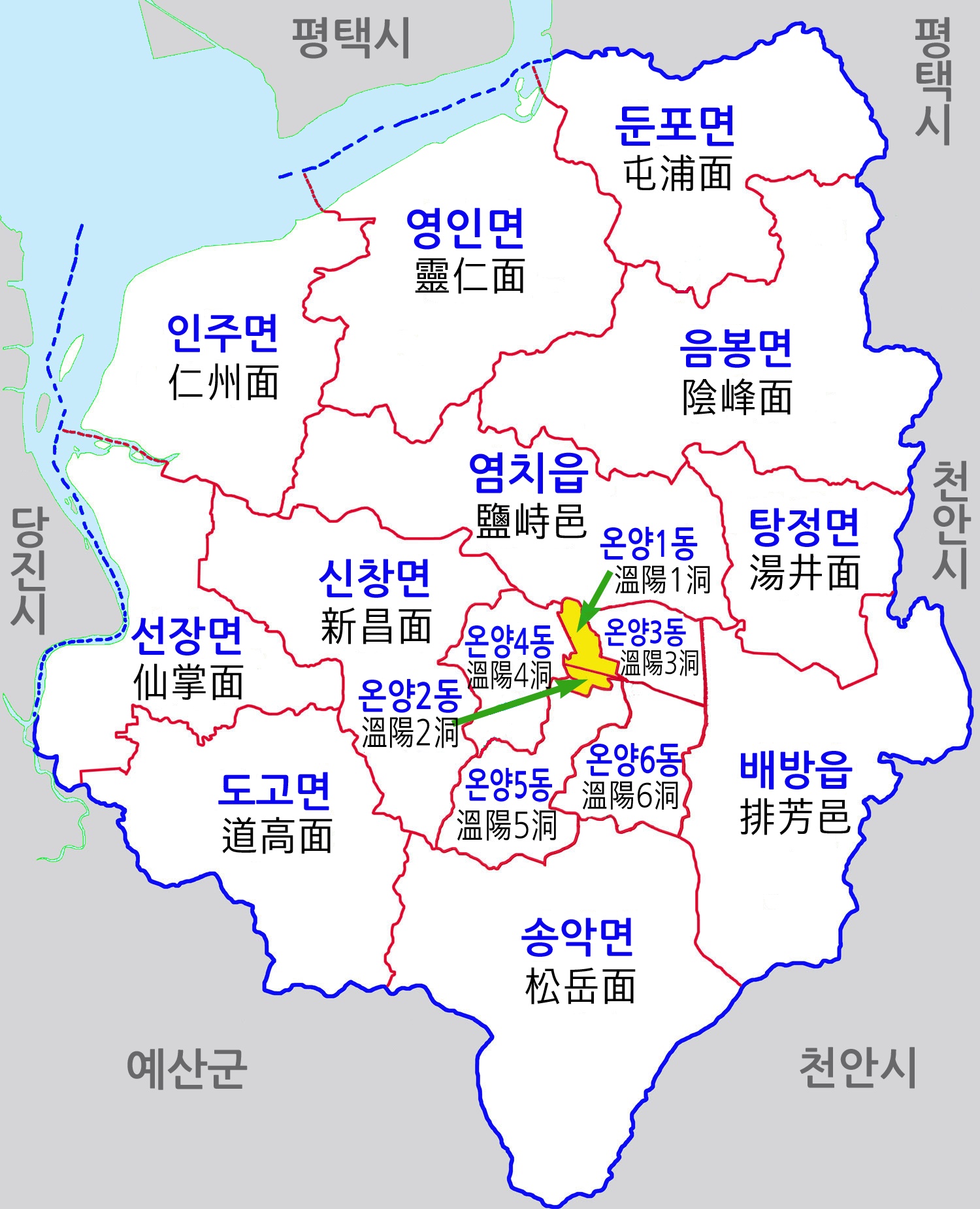
行政区域図

- 市長：姜熙福

### 行政区域
| 行政洞・邑・面 | 法定洞・法定里 |
| -------------- | --- |
| 温陽1洞        | 温泉洞 |
| 温陽2洞        | 温泉洞 |
| 温陽3洞        | 権谷洞、毛宗洞、新洞 |
| 温陽4洞        | 実玉洞、培美洞、防築洞、得山洞、占梁洞                                                                                         |
| 温陽5洞        | 龍禾洞、信仁洞、草沙洞、岐山洞                                                                                                 |
| 温陽6洞        | 邑内洞、左部洞、長存洞、法谷洞、豊基洞、南洞                                                                                   |
| 塩峙邑         | 江清里、曲橋里、大洞里、東亭里、芳峴里、白岩里、山陽里、書院里、石斗里、石亭里、松谷里、双竹里、塩星里、中方里                 |
| 排芳邑         | 葛梅里、公須里、九霊里、北水里、細橋里、世出里、水鉄里、新興里、長在里、中里、回龍里、休垈里                                   |
| 霊仁面         | 九星里、白石浦里、上星里、城内里、新峰里、新雲里、新峴里、新化里、牙山里、駅里、臥牛里、月船里、蒼龍里                         |
| 仁州面         | 傑梅里、貢税里、観岩里、錦城里、冷井里、大音里、桃興里、牟元里、文方里、密頭里、新城里、海岩里                                 |
| 陰峰面         | 徳地里、銅岩里、東川里、山洞里、山亭里、三巨里、小東里、松村里、新寿里、新井里、新休里、双岩里、双龍里、院南里、月朗里、衣食里 |
| 屯浦面         | 館垈里、屯浦里、鳳在里、山田里、石谷里、松蓉里、市浦里、新南里、新法里、新楊里、新旺里、新項里、念作里、雲橋里、雲龍里         |
| 松嶽面         | 講堂里、江長里、巨山里、宮坪里、東花里、馬谷里、松鶴里、首谷里、駅村里、外岩里、楡谷里、鍾谷里、坪村里                         |
| 湯井面         | 葛山里、銅山里、梅谷里、鳴岩里、龍頭里、虎山里                                                                                 |
| 新昌面         | 佳内里、佳徳里、宮華里、南城里、水長里、新谷里、新達里、五木里、邑内里、昌岩里、杏木里、黄山里                                 |
| 仙掌面         | 佳山里、君徳里、宮坪里、大井里、大興里、頓浦里、仙倉里、新徳里、新洞里、新門里、新聖里、獐串里、竹山里、蔡新堰里、洪串里       |
| 道高面         | 金山里、基谷里、農隠里、徳巌里、道山里、鳳農里、石堂里、柿田里、新堰里、新柳里、新通里、梧岩里、瓦山里、郷山里、禾川里、孝子里 |

### 警察
- 牙山警察署

### 消防
- 牙山消防署

## 経済

### 産業
現代自動車、サムスン電子等の企業が牙山に生産拠点を持っている。現在、自動車部品、電子部品など14ヶ所の工業団地がある。黄海に面する港湾である平沢港が近くにあり輸出に適した立地でもある。
サムスン電子が大規模な液晶ディスプレイ工業団地を建設した湯井（タンジョン）地区も牙山市にある。

## 地域

### 教育
- 湖西大学校（牙山キャンパス）
- 順天郷大学校
- 韓国ポリテク4大学（牙山キャンパス）
- 鮮文大学校（牙山キャンパス）

## 交通

### 鉄道
- 韓国鉄道公社（KORAIL）
  - 京釜高速線(KTX・SRT)：天安牙山駅

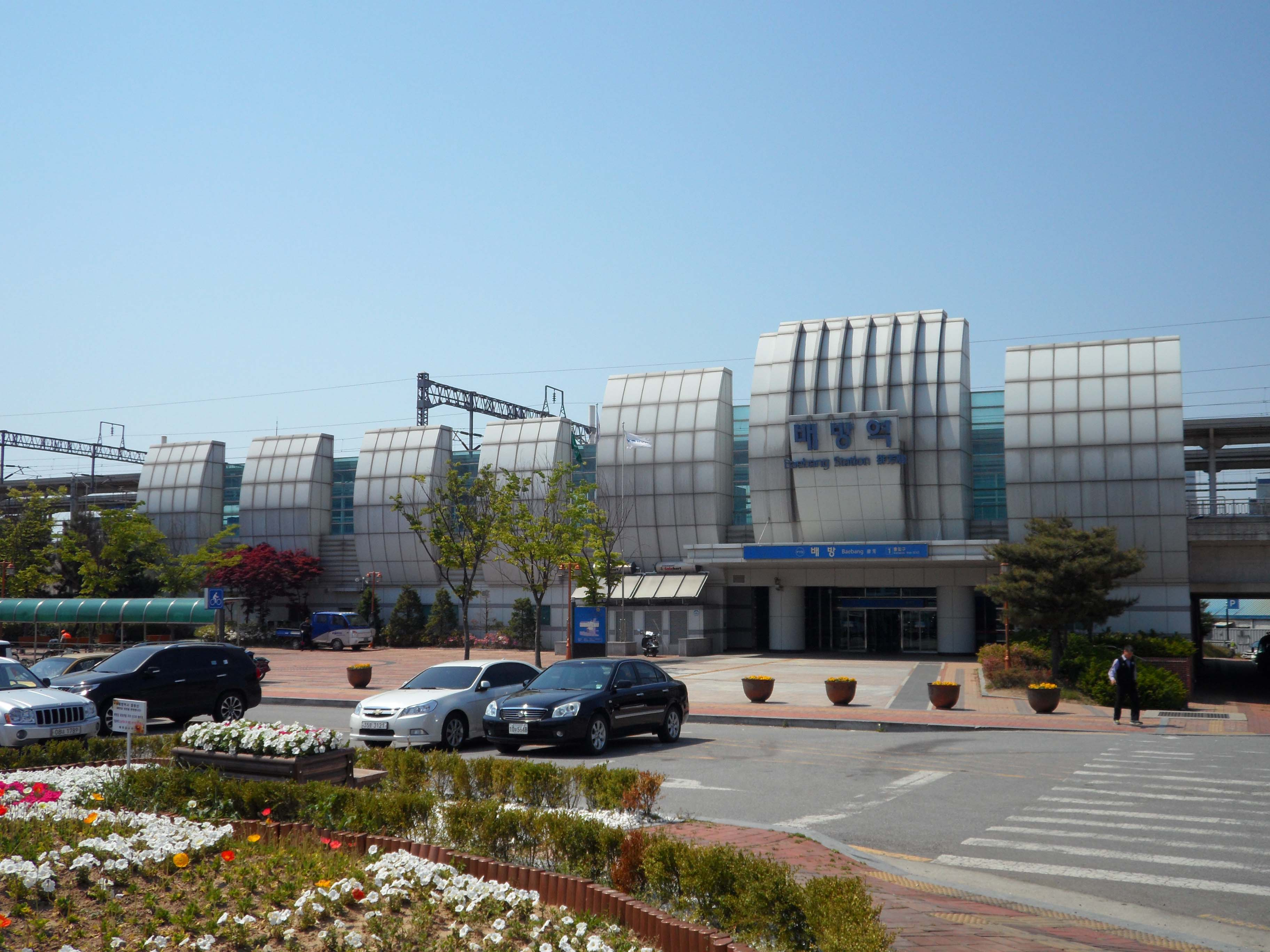
排芳駅

  - 長項線：牙山駅 - 排芳駅 - 温陽温泉駅 - 新昌駅 - 道高温泉駅
  - 西海線：仁州駅

天安牙山駅と牙山駅は同一地点にある。KTX・SRTはいずれも一部列車が停車し、ソウル駅から無停車の場合の所要時間は35分、水西駅からは28分。
長項線には、ソウル駅方面からの首都圏電鉄1号線が新昌駅まで運行している。市内区間は1時間に2本程度運行。また、ソウル駅 - 新昌駅間にはヌリロが運行し、同区間を1時間40分で結ぶ。龍山駅 - 温陽温泉駅 - 益山駅間にはセマウル号・ムグンファ号が1時間に1本程度運行している。
なお、新昌駅停車列車は全て牙山駅方面への列車となり、同駅から道高温泉駅方面の利用はできない。

### バス
- 温陽高速バスターミナル　温陽温泉駅から東北東に1.1km、市庁から東南東に1.3kmに位置する。ソウル高速バスターミナルへの路線のみの発着で、40分間隔、所要時間1時間30分。
- 温陽市外バスターミナル　高速バスターミナルの東隣に位置する。東ソウル総合バスターミナルへは30〜45分間隔で、所要時間2時間。大田へは30〜60分間隔で所要時間1時間30分。その他仁川国際空港・金浦国際空港・ソウル南部バスターミナル・城南・仁川・安城・維鳩(公州市)・挿橋川(礼山郡)・合徳(唐津市)等への便がある。
- 市内バス　牙山市には同市所属のほか隣接する天安市の市内バスが乗り入れており、両市のバスは無料乗り換えができる。

### 道路
市内を通る高速道路はない。

## 名所・旧跡・観光スポット・祭事・催事
- 顕忠祠
- 鳳谷寺
- 洗心寺
- 温陽温泉
- 牙山温泉
- 道高温泉

## 出身有名人
- 尹潽善 (大韓民国第4代大統領・在任1960〜1962年)
- 金輔炅　(歌手)
- 梁金錫　(女優)

## 姉妹都市

### 韓国国内
- 慶尚南道　晋州市
- ソウル特別市　西大門区
- 京畿道　驪州市
- 京畿道　城南市
- 全羅北道　南原市
- 全羅南道　麗水市

### 韓国国外
- 中国 遼寧省　普蘭店区　(1997年5月20日結縁)
- ハンガリー ミシュコルツ　(2011年11月14日結縁)

その他、9市と友好都市提携を結んでいる。

## その他
- 柳成企業（自動車部品製造会社）の本社がある。
- S-LCD（ソニーとサムスン電子の合弁会社）の本社がある。